# Náměstí Republiky (Brno)
Náměstí Republiky je náměstí v Brně, v městské části Brno-sever, v katastru Husovic. Náměstí podlouhlého tvaru vychází z Dukelské třídy a na opačném konci je uzavírá Vranovská ulice. Přibližně v půli jej kříží ulice Nováčkova, která jej dělí do dvou částí o různé šířce.
Náměstí má parkovou úpravu, jeho výraznou dominantou je v širší části mezi Nováčkovou a Vranovskou ulicí kostel Nejsvětějšího Srdce Páně z roku 1910. Blok mezi Nováčkovou a Netušilovou ulicí přiléhající k severní straně náměstí vyplňuje budova Základní školy J. A. Komenského a Gymnázia Brno, Elgartova.